# ويليام ديفنانت
السير ويليام دافينانت (اعتمد في السجل بتاريخ 3 مارس 1606 – تُوفي في 7 أبريل 1668)، ويُكتب اسمه أحيانًا دافِنانت أو دافِننت (D'Avenant)، كان شاعرًا وكاتبًا مسرحيًا إنجليزيًا. ويُعد من الشخصيات القليلة في المسرح الإنجليزي في عصر النهضة الذين امتدت مسيرتهم المهنية لتشمل كلًا من الحقبة الكارولية (عهد الملك تشارلز الأول) وعصر الاستعادة الملكية، إذ ظل نشطًا قبل الحرب الأهلية الإنجليزية وأثناء فترة حكم الكومنولث (الإنترريجنوم)، وكذلك بعد عودة الملكية.
ووفقًا للروايات، كان دافينانت ابنًا بالمعمودية للكاتب المسرحي الشهير ويليام شكسبير، وقد كتب قصيدة رثاء لعرّابه شكسبير عندما كان في الثانية عشرة من عمره فقط. وانتشرت لاحقًا شائعات تفيد بأنه كان الابن غير الشرعي لشكسبير. وفي عام 1638، خلف بن جونسون في منصب شاعر البلاط الملكي.
كان دافينانت من أنصار الملكية (الرويالست) خلال الحرب الأهلية الإنجليزية، وقد حُكم عليه بالإعدام من قِبل البرلمانيين في عام 1650. وتُفيد بعض الروايات بأن حياته أُنقذت بفضل تدخل الكاتب جون ميلتون، الذي كان من معارضيه السياسيين لكنه شفع له لدى السلطات.

## روابط خارجية
- ديفنانت وليام على موقع الموسوعة البريطانية (الإنجليزية)
- ديفنانت وليام على موقع ميوزك برينز (الإنجليزية)
- ديفنانت وليام على موقع إن إن دي بي (الإنجليزية)